# Рыбачек, Андрей Фомич
Андре́й Фоми́ч Рыбачек (1871 — ?) — член I Государственной думы от Подольской губернии, крестьянин.

## Биография
Православный, крестьянин местечка Жабокрич Ольгопольского уезда.
Начальное образование получил дома. Отбывал воинскую повинность рядовым. Занимался земледелием.
В 1906 году был избран в I Государственную думу от общего состава выборщиков Подольского губернского избирательного собрания. Входил в Трудовую группу. Подписал заявления об образовании комиссии по расследованию преступлений должностных лиц и об образовании местных аграрных комитетов.
Дальнейшая судьба неизвестна.